# شهرستان نماها (نبراسکا)
شهرستان نماها، نبراسکا (به انگلیسی: Nemaha County, Nebraska)، یکی از بخش های  ایالات متحده آمریکا است که در نبراسکا واقع شده‌است.

## خصوصیات
شهرستان نماها ۱٬۰۶۷٫۰۸ کیلومترمربع مساحت دارد.